# Kormoran (1898)
Kormoran – niemiecki holownik śrubowy, zbudowany w 1898 roku w stoczni w Hamburgu, po II wojnie światowej polski Sławomir. Pierwotnie napędzany był przez maszynę parową i jego portem macierzystym był Toruń. W 1906 r. zmienił port na gdański. W 1919 r. holownik został przekazany do Wasserstrassebauamt Elbing, a w latach 30. trafił do Malborka. W 1944 r. zatonął na Nogacie. Z wody został w końcu wydobyty i 27 lipca 1946 r. nazwano go „Sławomir”. Podczas remontu został przebudowany na motorowiec. Służył w Elblągu i ponownie w Toruniu. W 1966 r. przekazano go gorzowskiej Lidze Obrony Kraju. Wykorzystywany jako statek wycieczkowy zatonął w porcie rzecznym w 1968 r. W latach 80. ponownie wydobyty i ustawiony na nabrzeżu Warty. Znajdował się tam aż do 15 maja 2011 roku. Obecnie przebywa w stoczni celem odbudowy.

## Historia
Zbudowany na zamówienie Königlische Weichsel-Strombauwervaltung, Danzig jako holownik do obsługi taboru pogłębiarskiego, otrzymał nazwę „Kormoran”. Koszt jego budowy wyniósł 15.600 marek niemieckich (w tym okresie dniówka robotnika wynosiła od 1 do 3 marek). Napęd stanowiła maszyna parowa o mocy 60 KM. Od 1902 roku jego portem macierzystym był Thorn (pol.: Toruń). W 1906 roku dokonano wymiany kotła parowego oraz zmianę stacjonowania na Danzig (pol.: Gdańsk). Znany jest po części skład załogi holownika za lata 1915/17: kapitan-Franz Wenzel, maszynista-Paul Fahrmann, palacz-Kozowski Hermann. W 1919 roku „Kormoran” został przekazany bezprawnie do Wasserstrassebauamt, Elbing (pol.: Elbląg). Powstała w 1921 roku polsko-gdańska Rada Portu i Dróg Wodnych Wolnego Miasta Gdańska domagała się niestety bezskutecznie zwrotu holownika. W latach trzydziestych XX w. „Kormoran” trafił do Wasserstrassebauamt Marienburg (pol.: Malbork). Zatopiony w grudniu 1944 roku na Nogacie przy śluzie Galgenberg [dz. Rakowiec]. 
Wydobyty w lipcu 1945 roku przez firmę Brudnicki i wystawiony na ląd. Komisja uznała, że statek nadaje się do odbudowy, gdyż jest zniszczony w 20%. W dniu 27 lipca 1946 roku nazwany „Sławomir” został opuszczony na wodę i odholowany do Państwowych Warsztatów i Stoczni w Pleniewie koło Gdańska. Podczas odbudowy dokonano przebudowy na motorowiec. Pod koniec 1946 roku trafił do Państwowego Zarządu Wodnego w Elblągu Nadzór Wodny w Malborku. Od 1951 roku w Rejonie Dróg Wodnych w Elblągu. W maju 1954 roku został przekazany do Rejonu Dróg Wodnych w Toruniu, skąd po kilku dniach trafił do Gorzowa Wielkopolskiego do tamtejszego RDW. W 1958 roku przeszedł przebudowę oraz dokonano wymiany silnika. Od 1961 roku w RDW, Szczecin z portem macierzystym w Gorzowie Wielkopolskim. Wycofany w 1965 roku, rok później przekazany Lidze Obrony Kraju-Klub Wodny w Gorzowie Wlkp. jako statek szkoleniowy. Do kiedy eksploatowany, nie wiadomo, wykreślony 21 maja 1980 r. z rejestru z urzędu przez Inspektorat Żeglugi Śródlądowej w Szczecinie. Wystawiony na ląd w Gorzowie.
Obecnie (stan na rok 2014) stoi w stoczni celem odbudowy. Skończył się pierwszy etap jego remontu. Został gruntownie oczyszczony. Uszkodzone elementy – takie jak skorodowany pokład, komin, nadbudówka i sterówka – zostały usunięte. Zapaleńcy z „Przystań Gorzów" przystąpili już do kolejnej części prac. Jest gotowy projekt statku, który pokazuje, jak Kormoran będzie wyglądał ostatecznie. Udało się także kupić nowy silnik, SW 400 Rekin. Stowarzyszenie szacuje, że na remont potrzebuje około 300 tys. zł. Do dziś pochłonął on już 70 tys. zł.